# 纳瓦拉丰特
纳瓦拉丰特，是西班牙马德里自治区的一个市镇。总面积12平方公里，总人口1581人（2019年），人口密度48人/平方公里。
地方优美，空气清新，鸟语花香，小瀑布